# Růžďka
Růžďka (en allemand : Rauschka, précédemment : Rautschka ou Rauczka) est une commune du district de Vsetín, dans la région de Zlín, en Tchéquie. Sa population s'élevait à 913 habitants en 2020.

## Géographie
Růžďka se trouve à 7 km au nord de Vsetín, à 31 km au nord-est de Zlín et à 267 km à l'est-sud-est de Prague.
La commune est limitée par Bystřička au nord, par Malá Bystřice à l'est, par Vsetín au sud et par Jablůnka à l'ouest.

## Histoire
La première mention écrite du village date de 1504.